# نصف قطر تقليدي للإلكترون
نصف القطر التقليدي للإلكترون أو شعاع الإلكترون الكلاسيكي أو نصف القطر الكلاسيكي في الفيزياء (بالإنجليزية:) هو نصف قطر الإلكترون نفسه والذي يحوي الشحنة الأولية السالبة.
يسمى الشعاع التقليدي للإلكترون أحيانا طول تشتت تومسون للإلكترون وهو محسوب طبقا للديناميكا الكلاسيكية ، أي أن طريقة حسابه لا تأخذ التأثيرات الناتجة عن النظرية النسبية الخاصة ولا التأثيرات الكمومية طبقا ل ميكانيكا الكم. وحساب نصف قطر الإلكترون الكلاسيكي يعطي:
{\displaystyle r_{\mathrm {e} }={\frac {1}{4\pi \epsilon _{0}}}{\frac {e^{2}}{m_{e}c^{2}}}=2.8179402894(58)\times 10^{-15}\mathrm {m} }
حيث:
{\displaystyle e} شحنة الإلكترون
{\displaystyle m_{e}} كتلة الإلكترون
{\displaystyle c} سرعة الضوء,
{\displaystyle \epsilon _{0}} سماحية الفراغ الكهربية.

## علاقته بطاقة الإلكترون
فإذا عوضنا عن تلك القيم ب نظام وحدات سنتيمتر غرام ثانية cgs فإن ذلك يسهل عملية الحساب ، ونحصل على:
{\displaystyle r_{\mathrm {e} }={\frac {e^{2}}{m_{e}c^{2}}}=2.8179402894(58)\times 10^{-13}\mathrm {cm} }
حيث:
{\displaystyle e=4.80\times 10^{-10}\mathrm {esu} ,:m=9.11\times 10^{-28}\mathrm {g} ,:c=3.00\times 10^{10}\mathrm {cm/s} }.
وطبقا لنظام الوحدات المستخدمة تصبح
{\displaystyle {\frac {1}{4\pi \epsilon _{0}}}=1} وهو ثابت مطلق (ليس له وحدات) ، وكتلة الإلكترون (بالجرام) ،وسرعة الضوء في الفراغ (سنتيمتر /ثانية) والشحنة (وحدة شحنة كهربية ساكنة) esu.
وطبقا لفيزياء الكهرباء الساكنة تكون الطاقة E اللازمة لتوزيع شحنة كهربية {\displaystyle e} توزيعا متساويا على كرة نصف قطرها
{\displaystyle r_{e}} :
{\displaystyle E={\frac {3}{5}}\,\,{\frac {1}{4\pi \epsilon _{0}}}{\frac {e^{2}}{r_{\mathrm {e} }}}}.
فإذا كانت الشحنة موزعة على سطح الكرة ، نحصل على :
{\displaystyle E={\frac {1}{2}}\,\,{\frac {1}{4\pi \epsilon _{0}}}{\frac {e^{2}}{r_{\mathrm {e} }}}}.
فإذا أهملنا الكسرين 3/5 أو 1/2 وعوضنا عن الطاقة بالطاقة الساكنة للإلكترون ({\displaystyle E=mc^{2}})
نحصل على قيمة {\displaystyle r_{e}} المكتوبة اعلاه.
من وجهة الديناميكا الكلاسيكية يمثل نصف القطر الكلاسيكي للإلكترون حجم الإلكترون، وقد علمتنا ميكانيكا الكم أن خواص الإلكترون الواقعية تختلف عن النتيجة الكلاسيكية عند التعامل مع أطوال قصيرة جدا كهاذه، ولذلك فلا نأخذ اليوم نصف القطر الكلاسيكي للإلكترون على أنه يعطينا الحجم الحقيقي للإلكترون. مع ذلك، يستعمل نصف القطر الكلاسيي للإلكترون عند دراسة المفاعلة الكلاسيكية للإلكترون كما في تشتت تومسون للإلكترونات ومعادلة كلاين-نيشنا.

## علاقتهبنصف قطر بور
يمثل نصف القطر الكلاسيكي للإلكترون أحد ثلاث ثوابت هامة في الفيزياء، والثابتان الآخران هما: نصف قطر بور {\displaystyle a_{0}} وطول موجة كومبتون للإلكترون {\displaystyle \lambda _{e}}. ويتكون نصف القطر التقليدي للإلكترون من كتلة الإلكترون
{\displaystyle m_{e}}, و سرعة الضوء {\displaystyle c} وشحنة الإلكترون {\displaystyle e}.
ويتكون نصف قطر بور من {\displaystyle m_{e}} و{\displaystyle e}
و ثابت بلانك {\displaystyle h}.
كما يتكون طول موجة كومبتون من {\displaystyle m_{e}} و {\displaystyle h}
و {\displaystyle c}.
وكل واحد من تلك الأطوال الثلاثة يمكن كتابته باستعمال الآخرين مع إضافة ثابت البناء الدقيق
{\displaystyle \alpha }:
{\displaystyle r_{e}={\alpha \lambda _{e} \over 2\pi }=\alpha ^{2}a_{0}}
وعن طريق التقدير الاستقرائي للمعادلة الأولى فيمكن تصور أن أي كتلة {\displaystyle m_{0}} يكون لها نصف قطر كهرومغناطيسي يعادل النصف قطر الكلاسيكي للإلكترون.
{\displaystyle r={\frac {k_{C}e^{2}}{m_{0}c^{2}}}={\frac {\alpha \hbar }{m_{0}c}}}
حيث:
{\displaystyle k_{C}} ثابت كولوم
{\displaystyle \alpha } ثابت البناء الدقيق
and {\displaystyle \hbar } ثابت بلانك.

## اقرأ أيضا
- ميكانيكا الكم
- نموذج بور
- تموج كمومي
- مبدأ عدم التأكد
- حالة قاعية
- تحلل ألفا
- نصف قطر بور
- ثابت البناء الدقيق
- طول موجة كومبتون

## وصلات خارجية
- كل شيء تريد معرفته عن العالم الكمومي — من مجلة العالم الجديد.
- تطورات جديدة في فهم العلاقة بين الفيزياء الكلاسكية-الكمومية
- مجموعة دروس قابلة للتنزيل حول ميكانيك الكم
- مقدمة للميكانيك الكمومي